# Stained Glass Morning
| Recensione | Giudizio |
| ---------- | -------- |
| AllMusic   |          |

Stained Glass Morning è il secondo album studio di Scott McKenzie, pubblicato nel 1970.

## Tracce
1. Look in the Mirror – 3:37
2. Yves – 4:35
3. Crazy Man – 4:18
4. 1969 – 3:00
5. Dear Sister – 5:19
6. Going Home Again – 3:37
7. Stained Glass Morning – 4:57
8. Illusion – 4:49
9. Take a Moment – 5:38